# لکسینگتون (ایلینوی)
لکسینگتون، ایلینوی (به انگلیسی: Lexington, Illinois) یک شهر در ایالات متحده آمریکا با جمعیت ۲٬۰۶۰ نفر است که در شهرستان مک‌لین واقع شده‌است.